# Austrelaps
Austrelaps é um gênero de cobras venenosas, vulgarmente conhecidas como "Cabeça-de-Cobre", que podem ser encontradas na Austrália.